# Swetlen (obwód Tyrgowiszte)
Swetlen (bułg. Светлен) – wieś w Bułgarii, w obwodzie Tyrgowiszte, w gminie Popowo. W 2024 roku liczyła 1134 mieszkańców.

## Osoby związane z miejscowością

### Urodzeni
- Grudi Atanasow (1962) – bułgarski polityk, kmet Tyrgowiszta
- Darin Dimitrow (1901–1979) – bułgarski polityk, minister
- Wergił Dimow (1909–1990) – bułgarski polityk, partyzant